# Martin Schaffner

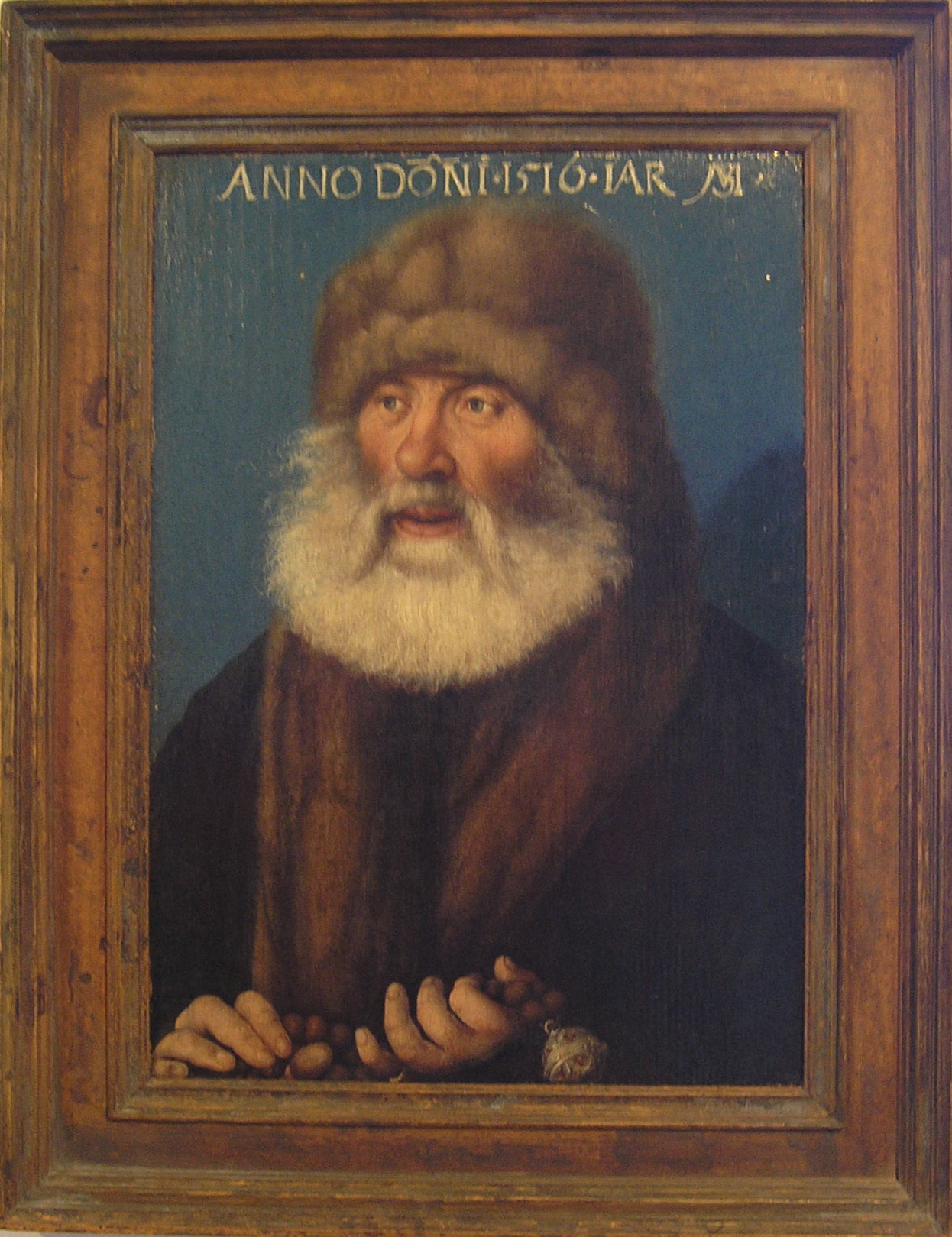
Ritratto di Eitel Besserer, Ulmer Museum

Martin Schaffner (Ulma?, 1478/1479 circa – Ulma, 1546/1549 circa) è stato un pittore e incisore tedesco.

## Biografia
Apprese le tecniche artistiche probabilmente a bottega da Jörg Stocker a Ulma, e forse anche in quella di Holbein il Vecchio. In seguito venne influenzato da Hans Burgkmair, Hans Schäufelein e Albrecht Dürer. Dal 1526 rivestì l'incarico di pittore ufficiale della città di Ulma, dove morì in una data imprecisata, tra il 1546 e il 1549. 
Viene considerato l'ultimo esponente di rilievo della scuola pittorica di Ulma, grazie a uno stile dalla tavolozza ricca e variata a seconda delle intenzioni formali.

## Opere
Arte sacra:

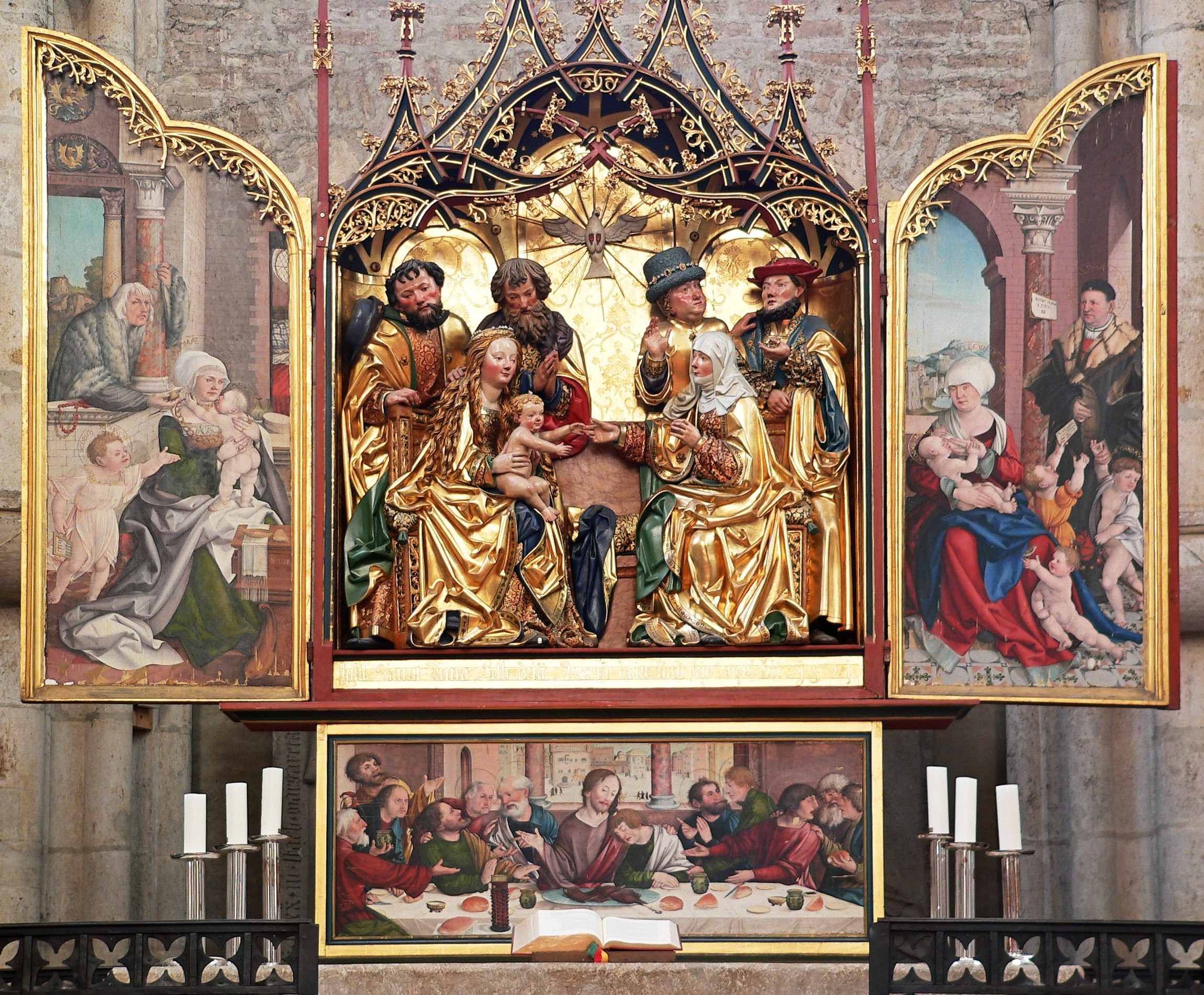
L'Altar maggiore della Cattedrale di Ulma

- Discesa dello Spirito santo, 1510, Staatsgalerie, Stoccarda
- Risurrezione di Gesù, 1516, Ulmer Museum, Ulma
- Cristo nel limbo, 1519, Ulmer Museum, Ulma
- Deposizione, 1519, Staatsgalerie, Stoccarda
- Cristo dolente fra Maria e San Giovanni, detto "Erbärmdebild", 1519, olio su tavola, Ulmer Museum, Ulma
- Cristo in croce, Staatsgalerie, Stoccarda
- Ali dell'Altar maggiore, 1521, Cattedrale di Ulma
- Porte d'organo con Scene della vita di Maria, 1524, Alte Pinakothek, Monaco di Baviera
- Cristo e i Dodici Apostoli, Predella di un altare, 1525, Ulmer Museum, Ulma
- Sant'Elisabetta di Turingia, olio su tavola, 1524, Conrad Sam-Kapelle, Cattedrale di Ulma
- Sacra Parentela, olio su tavola, 1524, Cappella di Conrad Sam, Cattedrale di Ulma
- Affreschi delle facciate del Municipio di Ulma (1540)

Ritratti e epitaffi:
- Epitaffio della famiglia Anwyl, 1514, Staatsgalerie, Stoccarda
- Ritratto di Eitel Besserer, 1516, Ulmer Museum, Ulma
- Ritratto di Ludwig von Freiberg, Staatsgalerie, Stoccarda
- Sibylla von Freiberg geb. Gossenbrod, Staatsgalerie, Stoccarda
- Ritratto di Eitel Hans Besserer I. von Schnürpflingen, 1529-30, Alte Pinakothek, Monaco di Baviera
- Ritratto d'uomo con guanti e vanitas, 1543, Museo Fondazione Cariparma, Parma